# Microloa niveopunctata
Microloa niveopunctata là một loài bọ cánh cứng trong họ Cerambycidae.